# Anna Maria Sidonia van Bronckhorst-Batenburg-Steyn

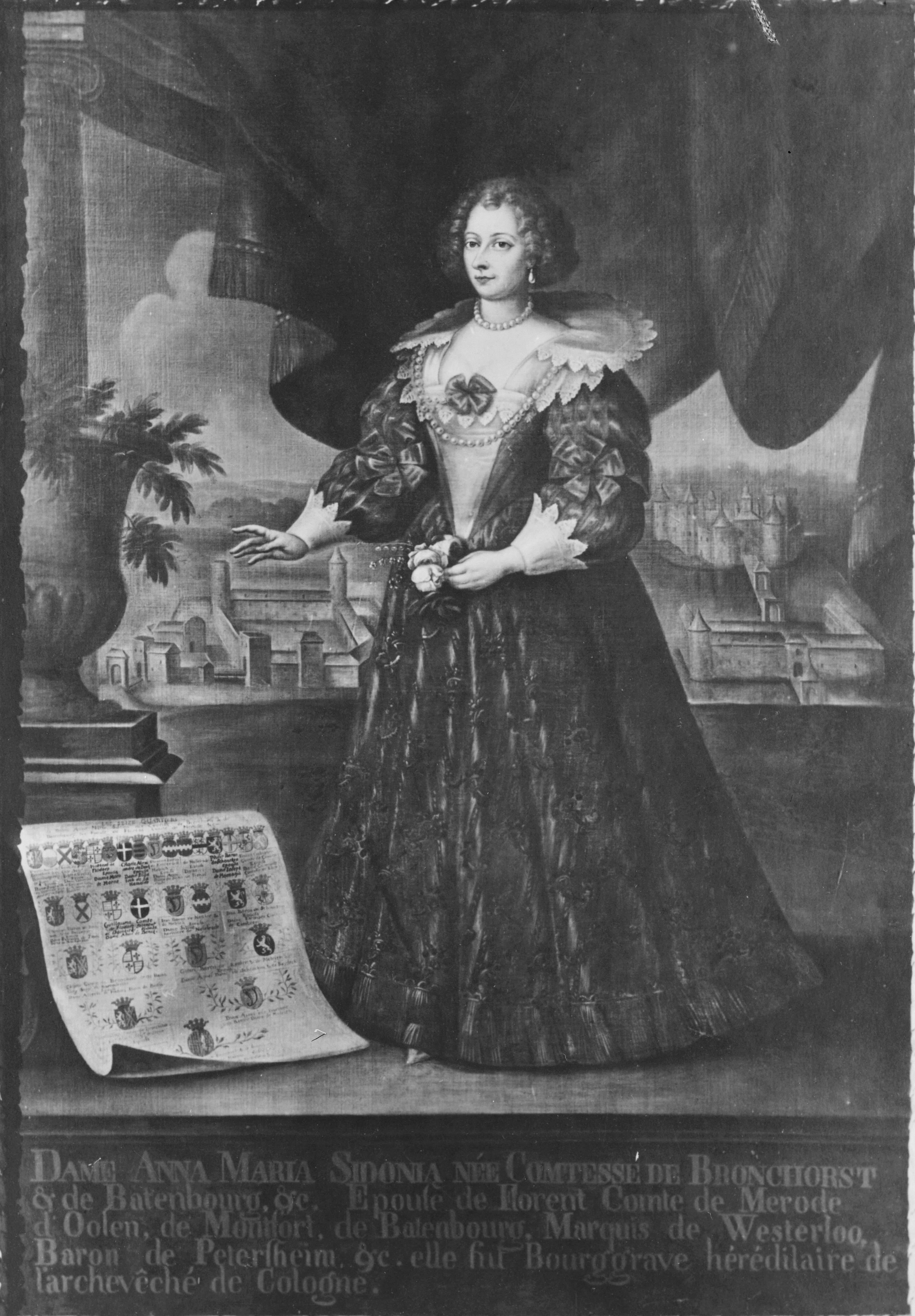
Anna Maria Sidonia van Bronckhorst-Batenburg, ca. 1625

Anna Maria Sidonia van Bronckhorst-Batenburg-Steyn, gravin van Bronckhorst-Batenburg (?, 1601 – Ham-sur-Heure, 21 mei 1646) was van 1641 tot 1646 vrouwe van Steyn.

## Familie, huwelijk en kinderen
Anna Maria Sidonia van Bronckhorst-Batenburg-Steyn was een dochter van Maximiliaan van Bronckhorst-Batenburg-Steyn, graaf van Bronckhorst, heer van Batenburg (1623), Steyn, West-Barendrecht, Bicht, Moerkerken en Meeswijck, en Johanna van Ketteler, vrouwe van Frechen en Vogstbel.

### Huwelijk
Zij trouwde op 16 december 1624 te Stein met Floris van Merode (Ham-sur-Heure, 20 december 1598 - 11 mei 1638) de zoon van Filips I van Merode-Pietersheim heer van Pietersheim en Westerlo (1568-1627) en Anna de Merode-Montfoort (1570-1625) vrouwe van Houffalize en Montfoort. Anna de Merode-Montfoort was de dochter van Johan Briffeul van Merode heer van Morialmé, Ham-Sur-Heure, Rocquignies, Sauthour, Mergame en Nalinnes en heer van Houffalize (overleden in 1590) en Philippa de Rovere burggravin van Montfoort. Philippa was de kleindochter van Jan III van Montfoort en dochter van Joost / Josse de Rovere burggraaf van Montfoort (1510-1535) en Anna van Lalaing (1509-1602).

### Kinderen
Uit het huwelijk van Anna Maria Sidonia en Floris van Merode zijn de volgende kinderen geboren:
- Isabelle van Merode-Westerloo (1625-1634)
- Ferdinand Philipp van Merode graaf van Merode, tweede markies van Westerloo, burggraaf van Montfoort, Odenkirchen, baron van Petershem, graaf van Oelen en Batenburg (21 oktober 1626 - 12 februari 1653) trouwde in 1648 met Marie Madeleine de Gand Villain.
  - Isabella Margaretha van Merode (1649-1700) trouwde (1) in 1665 met haar oom Maximiliaan van Merode, trouwde (2) in 1676 met Joachim Ernst van Holstein-Plon.
- Maximiliaan van Merode graaf van Merode en vierde markies van Westerloo (23 december 1627 - 3 september 1675) trouwde in 1665 met zijn nichtje Isabella Margaretha van Merode
  - Jan Filips Eugenius van Merode (1674-1732)
- Marie Philippine van Merode (1629-1675) gehuwd (1657) met François Philippe de Gand Villain
- Therèse van Merode (1631-1668) gehuwd (1651) met Claude de Richardot
- Floris van Merode-Westerloo (1634-)
- Eleonora van Merode (1635-1669). Zij trouwde in 1660 met Filips Eugenius van Horne graaf van Horne en Houtkerke (1628-1677) zoon van Philip Lamoraal van Horne (1602-1663) graaf van Horne en Houtkerke en Dorothea de Ligne Arenberg. 
  - Theresia Eugenia (1660-)
  - Filips Maximiliaan van Horne graaf van Horne en Houtkerke (1661-1709)
  - Claudius Albert van Horne (1662-1710)
  - Isabella Philippine van Horne (1663-)
  - Maria Magdalena van Horne (1665-)
- Bona Albertine Maria Madeleine van Merode (1637-1717). Zij trouwde in 1655 met Ferdinand Maximiliaan van Merode heer van Groesbeek (1635-1684) zoon van Jan van Merode heer van Goetsenhoven (1605-1652) en Ernestine van Groesbeek.
  - Frans Eugenius van Merode (1660-1689)
  - Theresia Catharina van Merode (1665-)
  - Wilhelmina van Merode (1665-)
  - Theresia Catharina van Merode (1665-1695). Zij trouwde in 1687 met Maximiliaan Frans van Merode

### Stamboom
De eerste lijn stamboom ziet er als volgt uit:
|                               |                               |                               |                               | Filips I van Merode-Pietersheim | Filips I van Merode-Pietersheim | Filips I van Merode-Pietersheim | Filips I van Merode-Pietersheim | Filips I van Merode-Pietersheim | Filips I van Merode-Pietersheim |                   |                   | Anna de Merode-Montfoort | Anna de Merode-Montfoort | Anna de Merode-Montfoort | Anna de Merode-Montfoort | Anna de Merode-Montfoort | Anna de Merode-Montfoort |             |             |             |             |  |  | Maximiliaan van Bronckhorst-Batenburg-Steyn | Maximiliaan van Bronckhorst-Batenburg-Steyn | Maximiliaan van Bronckhorst-Batenburg-Steyn | Maximiliaan van Bronckhorst-Batenburg-Steyn | Maximiliaan van Bronckhorst-Batenburg-Steyn        | Maximiliaan van Bronckhorst-Batenburg-Steyn        |                                                    |                                                    | Johanna van Ketteler                               | Johanna van Ketteler                               | Johanna van Ketteler | Johanna van Ketteler | Johanna van Ketteler | Johanna van Ketteler |  |  |        |        |        |        |        |        |  |  |          |          |          |          |          |          |  |  |                                |                                |                                |                                |                                |                                |  |  |
|                               |                               |                               |                               | Filips I van Merode-Pietersheim | Filips I van Merode-Pietersheim | Filips I van Merode-Pietersheim | Filips I van Merode-Pietersheim | Filips I van Merode-Pietersheim | Filips I van Merode-Pietersheim |                   |                   | Anna de Merode-Montfoort | Anna de Merode-Montfoort | Anna de Merode-Montfoort | Anna de Merode-Montfoort | Anna de Merode-Montfoort | Anna de Merode-Montfoort |             |             |             |             |  |  | Maximiliaan van Bronckhorst-Batenburg-Steyn | Maximiliaan van Bronckhorst-Batenburg-Steyn | Maximiliaan van Bronckhorst-Batenburg-Steyn | Maximiliaan van Bronckhorst-Batenburg-Steyn | Maximiliaan van Bronckhorst-Batenburg-Steyn        | Maximiliaan van Bronckhorst-Batenburg-Steyn        |                                                    |                                                    | Johanna van Ketteler                               | Johanna van Ketteler                               | Johanna van Ketteler | Johanna van Ketteler | Johanna van Ketteler | Johanna van Ketteler |  |  |        |        |        |        |        |        |  |  |          |          |          |          |          |          |  |  |                                |                                |                                |                                |                                |                                |  |  |
|                               |                               |                               |                               |                                 |                                 |                                 |                                 |                                 |                                 |                   |                   |                          |                          |                          |                          |                          |                          |             |             |             |             |  |  |                                             |                                             |                                             |                                             |                                                    |                                                    |                                                    |                                                    |                                                    |                                                    |                      |                      |                      |                      |  |  |        |        |        |        |        |        |  |  |          |          |          |          |          |          |  |  |                                |                                |                                |                                |                                |                                |  |  |
|                               |                               |                               |                               |                                 |                                 |                                 |                                 | Floris van Merode               | Floris van Merode               | Floris van Merode | Floris van Merode | Floris van Merode        | Floris van Merode        |                          |                          |                          |                          |             |             |             |             |  |  |                                             |                                             |                                             |                                             | Anna Maria Sidonia van Bronckhorst-Batenburg-Steyn | Anna Maria Sidonia van Bronckhorst-Batenburg-Steyn | Anna Maria Sidonia van Bronckhorst-Batenburg-Steyn | Anna Maria Sidonia van Bronckhorst-Batenburg-Steyn | Anna Maria Sidonia van Bronckhorst-Batenburg-Steyn | Anna Maria Sidonia van Bronckhorst-Batenburg-Steyn |                      |                      |                      |                      |  |  |        |        |        |        |        |        |  |  |          |          |          |          |          |          |  |  |                                |                                |                                |                                |                                |                                |  |  |
|                               |                               |                               |                               |                                 |                                 |                                 |                                 | Floris van Merode               | Floris van Merode               | Floris van Merode | Floris van Merode | Floris van Merode        | Floris van Merode        |                          |                          |                          |                          |             |             |             |             |  |  |                                             |                                             |                                             |                                             | Anna Maria Sidonia van Bronckhorst-Batenburg-Steyn | Anna Maria Sidonia van Bronckhorst-Batenburg-Steyn | Anna Maria Sidonia van Bronckhorst-Batenburg-Steyn | Anna Maria Sidonia van Bronckhorst-Batenburg-Steyn | Anna Maria Sidonia van Bronckhorst-Batenburg-Steyn | Anna Maria Sidonia van Bronckhorst-Batenburg-Steyn |                      |                      |                      |                      |  |  |        |        |        |        |        |        |  |  |          |          |          |          |          |          |  |  |                                |                                |                                |                                |                                |                                |  |  |
|                               |                               |                               |                               |                                 |                                 |                                 |                                 |                                 |                                 |                   |                   |                          |                          |                          |                          |                          |                          |             |             |             |             |  |  |                                             |                                             |                                             |                                             |                                                    |                                                    |                                                    |                                                    |                                                    |                                                    |                      |                      |                      |                      |  |  |        |        |        |        |        |        |  |  |          |          |          |          |          |          |  |  |                                |                                |                                |                                |                                |                                |  |  |
|                               |                               |                               |                               |                                 |                                 |                                 |                                 |                                 |                                 |                   |                   |                          |                          |                          |                          |                          |                          |             |             |             |             |  |  |                                             |                                             |                                             |                                             |                                                    |                                                    |                                                    |                                                    |                                                    |                                                    |                      |                      |                      |                      |  |  |        |        |        |        |        |        |  |  |          |          |          |          |          |          |  |  |                                |                                |                                |                                |                                |                                |  |  |
| Isabelle van Merode-Westerloo | Isabelle van Merode-Westerloo | Isabelle van Merode-Westerloo | Isabelle van Merode-Westerloo | Isabelle van Merode-Westerloo   | Isabelle van Merode-Westerloo   |                                 |                                 | Ferdinand Philipp               | Ferdinand Philipp               | Ferdinand Philipp | Ferdinand Philipp | Ferdinand Philipp        | Ferdinand Philipp        |                          |                          | Maximiliaan              | Maximiliaan              | Maximiliaan | Maximiliaan | Maximiliaan | Maximiliaan |  |  | Marie Philippine                            | Marie Philippine                            | Marie Philippine                            | Marie Philippine                            | Marie Philippine                                   | Marie Philippine                                   |                                                    |                                                    | Therèse                                            | Therèse                                            | Therèse              | Therèse              | Therèse              | Therèse              |  |  | Floris | Floris | Floris | Floris | Floris | Floris |  |  | Eleonora | Eleonora | Eleonora | Eleonora | Eleonora | Eleonora |  |  | Bona Albertine Maria Madeleine | Bona Albertine Maria Madeleine | Bona Albertine Maria Madeleine | Bona Albertine Maria Madeleine | Bona Albertine Maria Madeleine | Bona Albertine Maria Madeleine |  |  |

## Kasteel Stein
In het midden van de 17e eeuw sterft de tak Bronckhorst-Batenburg in mannelijke lijn uit en komen de Merodes in het bezit van de heerlijkheid Stein door het huwelijk van Anna Maria Sidonia van Bronckhorst-Batenburg met Floris van Merode. Kasteel Stein en landerijen komt met dit huwelijk in het bezit van de familie Merode.

## Schilderij
Kasteel Stein is zichtbaar op het schilderij van Anna Maria. Op dit doek staan een tweetal kastelen, en de rechter is een vooraanzicht van kasteel Stein. Het onderschrift bij dit schilderij geeft aan dat zij als gravin van Bronckhorst-Batenburg geboren werd.